# Agnes van Ardenne
Pour les articles homonymes, voir Ardennes.
Anna Maria Agnes van Ardenne-van der Hoeven, née le 21 janvier 1950 à Maasland, est une femme politique néerlandaise membre de l'Appel chrétien-démocrate (CDA), ancienne secrétaire d'État puis ministre de la Coopération pour le développement des Pays-Bas.

## Biographie

### Formation et carrière
Après avoir achevé ses études secondaires, elle a suivi une formation dans le domaine de la pharmacie et de la droguerie, après quoi elle a travaillé comme pharmacienne assistante. Depuis avril 2007, elle est représentante permanente des Pays-Bas auprès de l'Organisation des Nations unies pour l'alimentation et l'agriculture (FAO), du Programme alimentaire mondial (PAM) et du Fonds international de développement agricole (FIDA).

### Parcours politique

#### Activité militante
Elle fait partie de l'Appel chrétien-démocrate (CDA) depuis 1978 en tant que « membre direct », c'est-à-dire n'ayant pas appartenu à l'un des trois grands partis confessionnels dont la fusion a créé le CDA. Elle en a présidé le conseil des femmes entre 1988 et 1992. Elle a ensuite occupé la présidence de l'organisation des femmes du Parti populaire européen (PPE), ainsi que la vice-présidence de l'organisation des femmes de l'Internationale démocrate centriste (IDC), pendant quatre ans à compter de 1996. Depuis 2000, elle est vice-présidente de l'organisation des femmes du PPE.

#### Dans les institutions
Elle est élue, en 1988, au conseil municipal de Flardingue, occupant, à partir de 1991, un poste d'adjointe au bourgmestre, chargée des Affaires économiques, des Transports, des Espaces verts ou encore des Sports. Elle démissionne trois ans plus tard, à la suite de son élection comme députée à la Seconde Chambre des États généraux.
Nommée secrétaire d'État à la Coopération pour le développement le 22 juillet 2002 dans la coalition de droite du chrétien-démocrate Jan Peter Balkenende, elle est chargée de l'intérim de son poste à la suite de la chute du gouvernement, le 16 octobre suivant. Elle est réélue députée à l'occasion des élections législatives anticipées du 22 janvier 2003.
Le 27 mai suivant, Agnes van Ardenne devient ministre de la Coopération pour le développement, un poste sans portefeuille du ministère des Affaires étrangères, et le reste jusqu'aux élections législatives anticipées du 22 novembre 2006, se voyant de nouveau chargée de l'intérim jusqu'au 22 février 2007.

### Vie privée
Mariée et mère de deux enfants, elle est de confession catholique romaine.